# Chelonus robertianus
Chelonus robertianus är en stekelart som beskrevs av Cameron 1904. Chelonus robertianus ingår i släktet Chelonus och familjen bracksteklar. Inga underarter finns listade i Catalogue of Life.